# Labidochromis mbenjii
Labidochromis mbenjii — вид окунеподібних риб родини цихлові (Cichlidae), використовується як акваріумна риба.

## Поширення
Ендемічний вид для озера Малаві, де він відомий тільки на кам'янистому рифі у районі острова Мбеньї на глибині до 12 м.

## Опис
Це дрібна риба, що сягає 6,4 см завдовжки..

## Живлення
У природі живиться личинками комах і рачками на каменях.